# Jon Faddis
Jon Faddis (24 juli 1953 i Oakland, Californien, USA) er en amerikansk jazztrompetist, komponist,dirigent og lærer.
Faddis er inspireret af Dizzy Gillespie og bebop stilen.
Han har spillet med Lionel Hampton og Charles Mingus, og var en overgang med i Thad Jones/Mel Lewis big band.
Faddis er en teknisk højt rangeret trompetist,som både kan spille lead og ensemble trompet.
Han har ledet egne kvartetter og kvintetter gennem tiden og indspillet en del plader i eget navn.

## Diskografi

### Som en leder
- 1974 - Jon & Billy, med Billy Harper (Storyville Records).
- 1976 - Youngblood.
- 1978 - Good and Plenty.
- 1985 - Legacy, med Kenny Baron, Ray Brown, Harold Land og Mel Lewis (Concord Jazz).
- 1989 - Into the Faddisphere (Sony/Epic Records).
- 1991 - Hornucopia (Sony/Epic Records).
- 1995 - The Carnegie Hall Jazz Band (Blue Note).
- 1997 - Swing Summit: Passing On The Torch.
- 1997 - Eastwood After Hours: Live at Carnegie Hall (Malpaso Records/Warner Bros. Records).
- 1998 - Remembrances (Chesky).
- 2006 - Teranga (Koch Records/E1).

### Med Dizzy Gillespie
- 1977 - Dizzy Gillespie Jam (Pablo).
- 1992 - To Diz with Love (Telarc.

### Som musikchef forThe Dizzy Gillespie Alumni All-StarsogThe Dizzy Gillespie Alumni All-Stars Big Band
- 1997 - Dizzy’s 80th Birthday Party.
- 1999 - Dizzy’s World.
- 2000 - Things to Come" (Telarc).

### Som en særlig gæst eller sideman

#### Med Anthony Braxton
- 1976 - Creative Orchestra Music 1976 (Arista).

#### Med Kenny Burrell
- 1975 - Ellington Is Forever (Fantasy).

#### Med Michel Camilo
- One More Once.

#### Med Jerry Fielding
- 1978 - The Gauntlet (Warner Records).

#### Med Grant Green
- 1976 - The Main Attraction.
- 1978 - Easy.

#### Med Billy Joel
- An Innocent Man.

#### Med Jack McDuff
- 1974 - The Fourth Dimension (Cadet).

#### Med Charles Mingus
- 1972 - Charles Mingus and Friends in Concert (Columbia).

#### Med Lalo Schifrin
- 1976 - Black Widow (CTI).
- 1993 - More Jazz Meets the Symphony (Atlantic).
- 1995 - Firebird: Jazz Meets the Symphony No. 3 (Four Winds).
- 1996 - Lalo Schifrin with WDR Big Band: Gillespiana.
- 1999 - Latin Jazz Suite.
- 2002 - Ins and Outs – Lalo Live at the Blue Note.

#### Med Don Sebesky
- 1975 - The Rape of El Morro (CTI).

#### Med Paul Simon
- Graceland.

#### Med Jeremy Steig
- 1977 - Firefly (CTI).

#### Med Gábor Szabó
- 1975 - Macho (Salvation).

#### Med Charles Tolliver
- 1972 - Impact.

#### Med Steve Turre
- The Rhythm Within.

#### Med Randy Weston
- 1973 - Tanjah (Polydor).

#### Med Tatsuro Yamashita
- 1976 - Circus Town.
- 1986 - Pocket Music.
- 1988 - Boku No Naka No Syounen.